# Ченцов Всеволод Валерійович
Всеволод Валерійович Ченцов (нар. 10 квітня 1974, Дрогобич) — український дипломат. Надзвичайний і Повноважний Посол України у Нідерландах (2017—2021). Представник України в Організації із заборони хімічної зброї (2017—2021). Представник України при Європейському Союзі (з 25 серпня 2021 року).

## Біографія
Народився 10 квітня 1974 року в місті Дрогобич на Львівщині в родині 1-го секретаря Дрогобицького міського комітету ЛКСМУ Валерія Георгійовича Ченцова. Закінчив юридичний факультет Львівського державного університету імені Івана Франка. Вільно володіє англійською мовою.
Кар'єрний дипломат, в МЗС України з 1996 року. За кордоном працював у Посольствах України в Турецькій Республіці та Республіці Польща, а також у Представництві України при Європейському Союзі.
Був заступником Представника України при Європейських Співтовариствах (ЄС).
Виконувач обов'язків директора Департаменту Європейського Союзу Міністерства закордонних справ України.
Директор департаменту Європейського Союзу Міністерства закордонних справ України, заступник глави делегації України для участі у слуханнях Міжнародного Суду ООН щодо порушення Російською Федерацією Міжнародної конвенції про боротьбу з фінансуванням тероризму та Міжнародної конвенції про ліквідацію всіх форм расової дискримінації, заступник агента України.
З 17 березня 2017 до 6 квітня 2021 року — Надзвичайний і Повноважний Посол України в Нідерландах.
З 8 липня 2017 до 6 квітня 2021 року — Представник України в Організації із заборони хімічної зброї.
З 25 серпня 2021 року — Представник України при Європейському Союзі та Європейському Співтоваристві з атомної енергії.

## Нагороди
- Орден «За заслуги» I ступеня (20 липня 2025) — за вагомий особистий внесок у розвиток міждержавного співробітництва, консолідацію міжнародної підтримки суверенітету та територіальної цілісності України, плідну дипломатичну діяльність та високий професіоналізм[10].
- Орден «За заслуги» II ступеня (21 грудня 2023) — за вагомий особистий внесок у розвиток міждержавного співробітництва, плідну дипломатичну діяльність та високий професіоналізм[11].
- Орден «За заслуги» III ступеня (22 грудня 2021) — за вагомий особистий внесок у зміцнення міжнародного співробітництва України, багаторічну плідну дипломатичну діяльність та високий професіоналізм[12].